# Коща (приток Тетерева)
Коща (укр. Коща) — река на Украине, в Житомирском районе Житомирской области, правый приток Тетерева. Длина — 14 км. Площадь водосборного бассейна реки — 70,9 км². Уклон реки равен 2,5 м/км.
Берёт начало из небольшого озерца в заболоченном лесу к северо-западу от села Рудня-Городище. Течёт на север, частью через дубовый лес, частью — по открытой местности. В низовьях протекает по оврагу с обрывистыми берегами, на реке имеется пруд. Впадает в Тетерев справа на расстоянии 256 километров от его устья между сёлами Корчак и Дениши.